# Psychoda lamina
Psychoda lamina és una espècie d'insecte dípter pertanyent a la família dels psicòdids.

## Descripció
- La femella fa 0,72-0,95 mm de llargària a les antenes (0,83-0,96 en el cas del mascle), mentre que les ales li mesuren 1,30-1,75 de longitud (1,32-1,62 en el mascle) i 0,47-0,67 d'amplada (0,52-0,62 en el mascle).
- Les antenes presenten 15 segments.[2]

## Distribució geogràfica
Es troba a Indonèsia: Papua Occidental.